# Mack Trucks
Mack Trucks, Inc. este o companie americană de producție de camioane și un fost producător de autobuze și troleibuze. Fondată în 1900 ca Mack Brothers Company, și-a fabricat primul camion în 1907 și și-a adoptat numele actual în 1922. Mack Trucks este o filială a AB Volvo care a achiziționat Mack împreună cu Renault Trucks în 2000. După ce a fost fondată în Brooklyn, New York, sediul companiei a fost în Allentown, Pennsylvania, din 1905 până în 2009, când s-au mutat în Greensboro, Carolina de Nord. Întreaga linie de produse Mack este încă produsă în Lower Macungie, Pennsylvania, cu toate grupurile motopropulsoare produse în uzina din Hagerstown, Maryland. De asemenea, au fabrici suplimentare de asamblare în Pennsylvania, Australia și Venezuela. A existat și (anterior) o fabrică Mack în Hayward, California și Oakville, Ontario, Canada.

## Legături externe
- Mack Trucks official web site
- Mack Truck Pictures – Barraclou.com
- BigMackTrucks.com – Antique, Classic & Modern Mack Truck Support Forum
- Mack Trucks Group images on Flickr
- Mack Truck drawings at The-Blueprints.com
- 3D models of Mack Trucks